# 小行星6557
小行星6557（英語：6557 Yokonomura）是一颗围绕太阳公转的小行星。1990年11月11日，T. Nomura、K. Kawanishi在Minami-Oda发现了此天体。
这颗小行星的绝对星等为12.81996等。